# Cloporte rugueux
Porcellio scaber
Espèce
Le Cloporte rugueux ou Porcellion rude (Porcellio scaber) est une espèce de cloportes fréquentant les sols humides et riches en matière organique en décomposition (litière du sol, bois-morts).
Il existe un dimorphisme sexuel net, gris acier pour le mâle, plus beige pour la femelle et d’importantes variations de couleur individuelles.
Il est plus plat et plus ovale que le cloporte commun, et contrairement à celui-ci, il ne sait pas se rouler en boule.

## Description
Chez cette espèce, le telson est pointu à l'extrémité (contrairement à Porcellio dilatatus).

## Cloporte rugueux et environnement

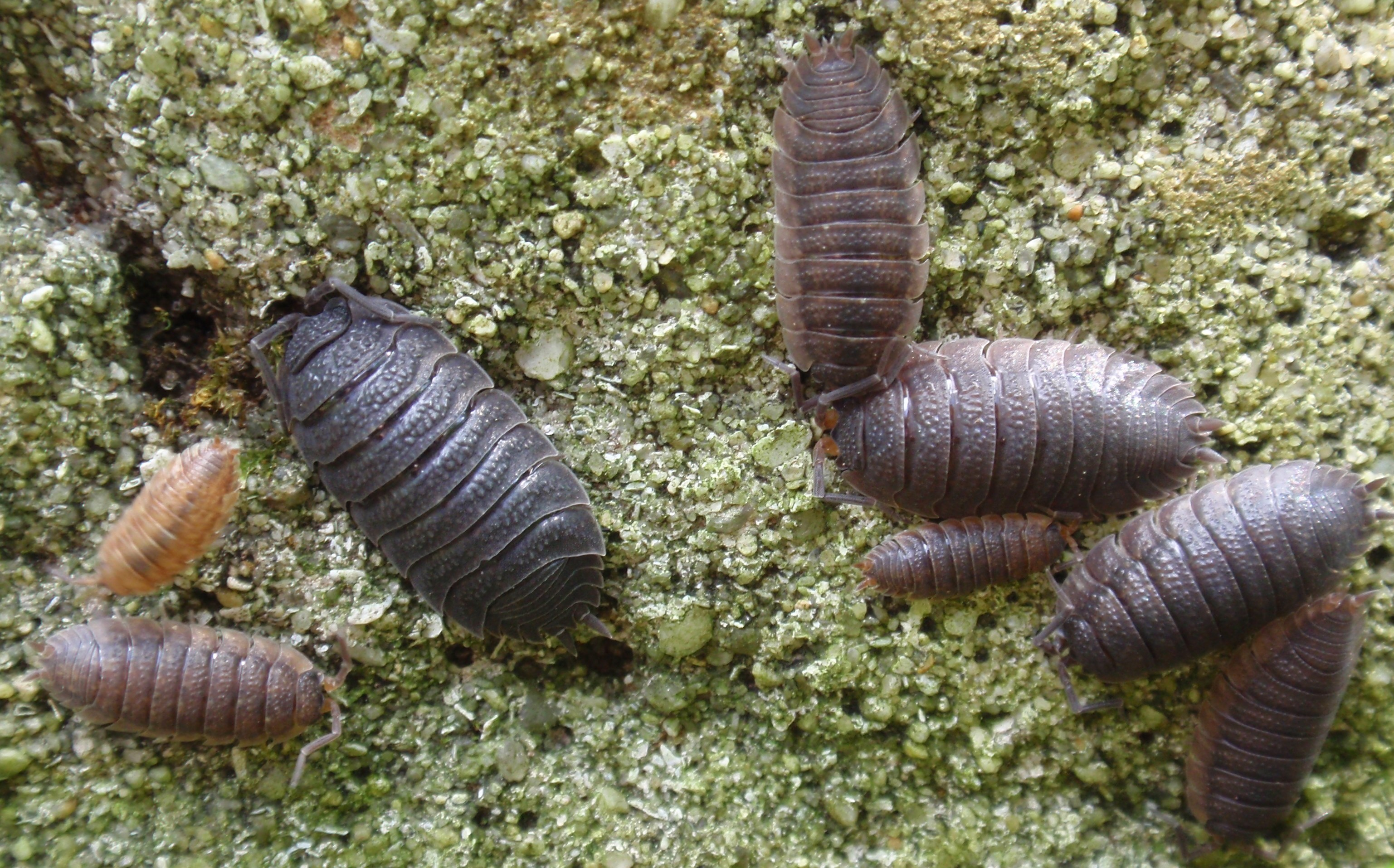
Porcellio scaber.

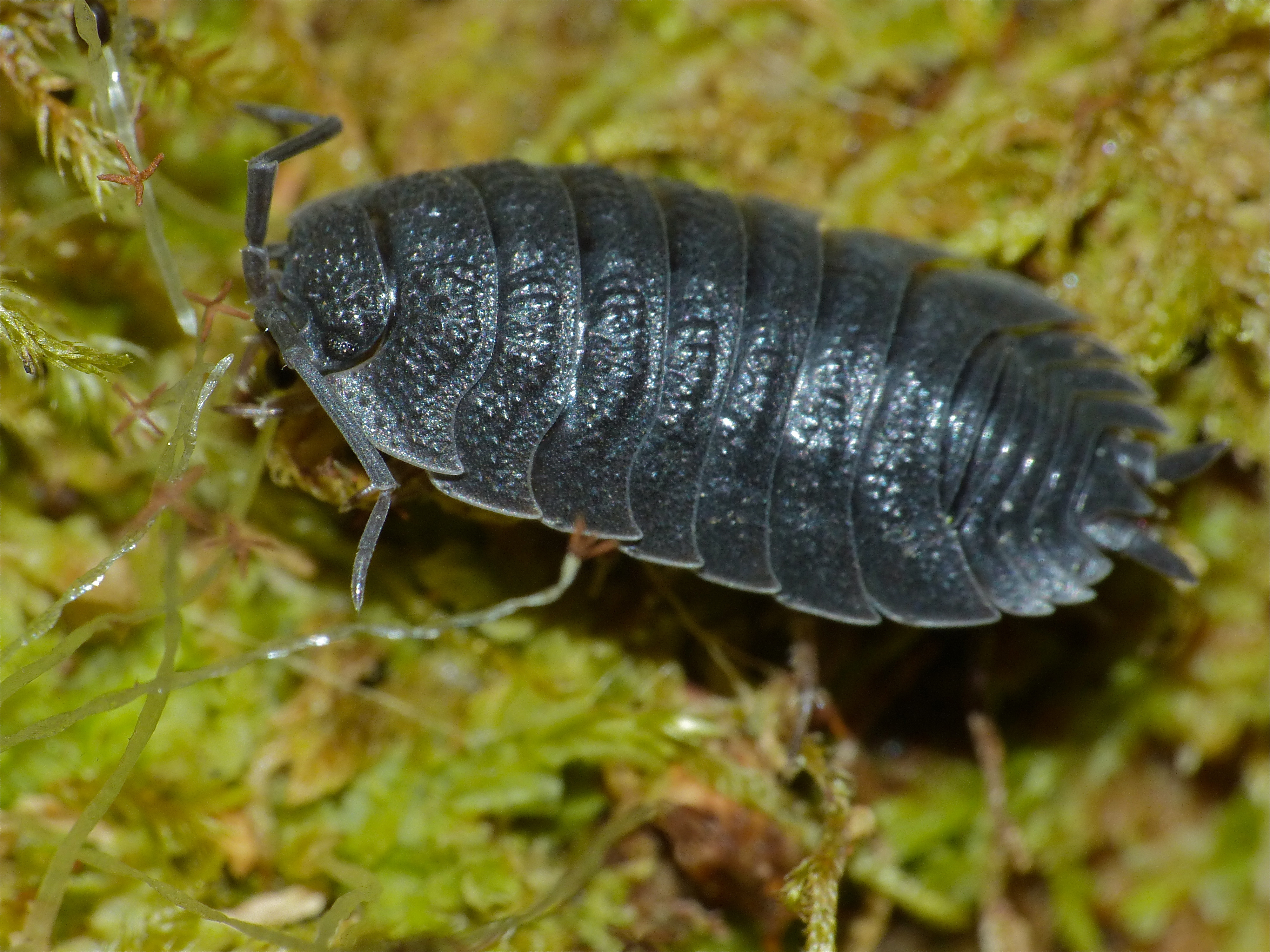
Porcellio scaber.

Il peut être considéré comme bio-indicateur de certaines conditions de milieux, mais aussi bioaccumulateur sur des sols pollués.
Il a été étudié en tant que tel dans le nord de la France pour des études d'écotoxicité de litière de peupliers plantés sur d'anciens sites et sols industriels pollués par le plomb, le zinc et le cadmium.